# Fredericton Canadiens
I Fredericton Canadiens sono stati una squadra di hockey su ghiaccio dell'American Hockey League con sede nella città di Fredericton, nella provincia del Nuovo Brunswick. Nati nel 1990 e sciolti nel 1999, nel corso degli anni sono stati affiliati alla franchigia dei Montreal Canadiens.

## Storia
I Fredericton Canadiens nacquero nel 1990 come formazione affiliata ai Montreal Canadiens in seguito al trasferimento dei Sherbrooke Canadiens. Fino al 1988 la città aveva ospitato invece la franchigia dei Fredericton Express, affiliata ad una delle formazioni rivali dei Canadiens, i Quebec Nordiques.
Nella loro seconda stagione di esistenza conquistarono il miglior record della lega ed il titolo della Atlantic Division, tuttavia furono eliminati al primo turno. Nella stagione 1994-95 giunsero per la prima ed unica volta alle finali della Calder Cup, dove furono sconfitti per 4-0 dagli Albany River Rats. Nelle nove stagioni i Canadiens solo due volte mancarono la qualificazione ai playoff. Nel 1999 la squadra lasciò Fredericton per trasferirsi a Québec, dove cambiarono nome in Quebec Citadelles.

### Affiliazioni
Nel corso della loro storia i Fredericton Canadiens sono stati affiliati alle seguenti franchigie della National Hockey League:
- Montreal Canadiens: (1990-1999)
- Los Angeles Kings: (1997-1998)

## Record stagione per stagione
| Stagione              | Division | Gare | V  | S  | P  | OTL | Punti | GF  | GS  | Piazzamento | Play-off |
| --------------------- | -------- | ---- | -- | -- | -- | --- | ----- | --- | --- | ----------- | --- |
| Fredericton Canadiens |          |      |    |    |    |     |       |     |     |             | |
| 1990-91               | North    | 80   | 36 | 35 | 9  | -   | 81    | 295 | 294 | 4°          | vince preliminari (Maine) 12-7 perde 1º turno (Springfield) 3-4                                                           |
| 1991-92               | Atlantic | 80   | 43 | 27 | 10 | -   | 96    | 314 | 254 | 1°          | perde 1º turno (Moncton) 3-4                                                                                              |
| 1992-93               | Atlantic | 80   | 38 | 31 | 11 | -   | 87    | 314 | 278 | 2°          | perde 1º turno (Cape Breton) 1-4                                                                                          |
| 1993-94               | Atlantic | 80   | 31 | 42 | 7  | -   | 69    | 294 | 296 | 5°          | |
| 1994-95               | Atlantic | 80   | 35 | 40 | 5  | -   | 75    | 274 | 288 | 3°          | vince 1º turno (St. John's) 4-1 vince 2º turno (P.E.I.) 4-2 vince semifinali (Cornwall) 2-0 perde Calder Cup (Albany) 0-4 |
| 1995-96               | Atlantic | 80   | 34 | 35 | 11 | -   | 79    | 307 | 308 | 4°          | vince 1º turno (P.E.I.) 3-2 perde 2º turno (Saint John) 1-4                                                               |
| 1996-97               | Atlantic | 80   | 26 | 44 | 8  | 2   | 62    | 234 | 283 | 4°          | |
| 1997-98               | Atlantic | 80   | 33 | 32 | 10 | 5   | 81    | 245 | 244 | 2°          | perde 1º turno (Portland) 1-3                                                                                             |
| 1998-99               | Atlantic | 80   | 33 | 36 | 6  | 5   | 77    | 246 | 246 | 3°          | vince 1º turno (St. John's) 3-2 vince 2º turno (Saint John) 4-0 perde semifinali (Providence) 2-4                         |

## Record della franchigia

### Singola stagione
Gol: 50  Patrick Lebeau (1990-91)
Assist: 65  Steve Larouche (1992-93)
Punti: 101  Patrick Lebeau (1990-91)
Minuti di penalità: 368  Brad Brown (1996-97)

### Carriera
Gol: 106  Pierre Sévigny
Assist: 136  Pierre Sévigny
Punti: 242  Pierre Sévigny
Minuti di penalità: 1035  Gerry Fleming
Partite giocate: 284  Aljaksej Ložkin

## Palmarès

### Premi individuali
- Dudley "Red" Garrett Memorial Award: 2

Patrick Lebeau: 1990-1991
Darcy Tucker: 1995-1996